# 比什 (涅夫勒省)
比什（法語：Biches，法語發音：[biʃ] ⓘ）是法国涅夫勒省的一个市镇，属于希农堡（城）区。

## 地理
比什（47°0'23"N, 3°39'3"E）面积24.55 平方千米，位于法国勃艮第-弗朗什-孔泰大區涅夫勒省，该省份为法国中部省份，北至约讷省，西北接卢瓦雷省，西接谢尔省，南至阿列省，东南接索恩-卢瓦尔省，东临科多尔省。
与比什接壤的市镇（或旧市镇、城区）包括：阿吕、布里奈、费尔特雷沃、利芒通、卡讷河畔蒙蒂尼、坦蒂里。

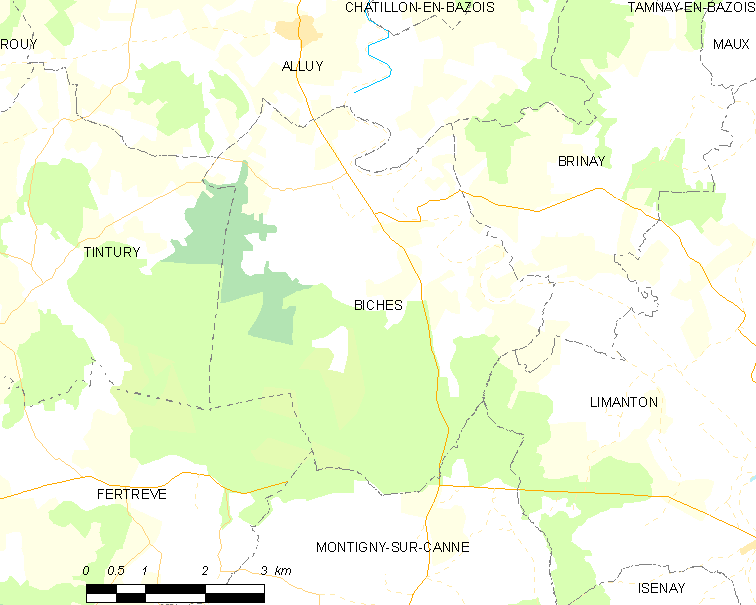
的OSM定位图

比什的时区为UTC+01:00、UTC+02:00（夏令时）。

## 行政
比什的邮政编码为58110，INSEE市镇编码为58030。

## 政治
比什所属的省级选区为希农堡县。

## 人口

1962-2008年间人口变化图示

比什于2022年1月1日时的人口数量为254人。